# Chuyến bay 20 của Taquan Air
Chuyến bay 20 của Taquan Air (TQN20) là chuyến bay đi lại theo lịch trình được khai thác bởi Taquan Air từ Căn cứ thủy phi cơ cảng Ketchikan đến Căn cứ thủy phi cơ cảng Metlakatla. Vào ngày 20 tháng 5 năm 2019, chiếc thủy phi cơ de Havilland Canada DHC-2 Beaver vận hành chuyến bay đã bị lật tại cảng ở Metlakatla, Alaska, Hoa Kỳ khi đang hạ cánh xuống nước. Vụ tai nạn đã phá huỷ máy bay và giết chết 2 người trên máy bay (1 phi công, 1 hành khách). Nguyên nhân vụ tai nạn đang được điều tra.

## Máy bay
Chiếc thủy phi cơ de Havilland Canada DHC-2 Beaver, số đăng ký N67667, sê-ri số 1309. Máy bay mang theo thư và cước vận chuyển đến Metlakatla ngoài hành khách.

## Tai nạn
Vào khoảng 3 giờ chiều giờ địa phương, máy bay đã bắt đầu hạ cánh tại bến cảng Metlakatla theo hướng tây. Hai nhân chứng báo cáo rằng khi máy bay hạ cánh, nó rung chuyển sang trái, rồi sang phải. Khi nó chạm xuống, một nhân chứng đã báo cáo rằng phao bên phải "đào" xuống nước và một người khác báo cáo rằng cánh phải đập vào mặt nước. Chiếc máy bay chồm lên và dừng lại với khoang hành khách bị nhấn chìm. Tình nguyện viên từ Sở cứu hỏa tình nguyện Metlakatla và Đội cứu hộ tình nguyện Ketchikan đã trả lời trên thuyền cứu hộ, và vụ tai nạn đã được báo cáo cho Tuần duyên Hoa Kỳ lúc 16:10. Đáp ứng đầu tiên đã có thể nhấc máy bay một phần lên khỏi mặt nước bởi đầu tiên đã có thể nhấc máy bay một phần lên khỏi mặt nước bởi bộ phận phần đuôi.

## Hành khách và phi hành đoàn
Chiếc máy bay chở một phi công và một hành khách, cả hai đều thiệt mạng trong vụ tai nạn. Các nạn nhân được xác định vào ngày hôm sau. Hành khách là một nhà dịch tễ học đang đi đến một phòng khám của Hiệp hội sức khoẻ bộ lạc thổ dân Alaska ở Metlakatla. Phi công là một người thuê thời vụ và có chứng chỉ phi công thương mại, có 1.606 giờ trong tổng thời gian bay với 5 giờ trên máy bay de Havilland.